# Zoran Zupančič
Zoran Zupančič (* 13. August 1975) ist ein ehemaliger slowenischer Skispringer und heutiger Skisprungtrainer. Seit dem Sommer 2018 betreut er die slowenische Frauen-Nationalmannschaft.

## Werdegang
Am 28. März 1993 bestritt Zupančič sein erstes Weltcup-Springen in Planica. Er beendete es auf dem 46. Platz. Ab 1994 startete Zoran Zupančič im Continental Cup (COC). Bereits seine erste Saison war mit 91 COC-Punkten und Platz 79 in der Gesamtwertung seine erfolgreichste. 1995 startete er nochmals bei zwei Weltcup-Springen in Sapporo. Im ersten Springen von der Normalschanze konnte er mit dem 30. Platz seinen ersten und letzten Weltcup-Punkt erreichen. Am Ende der Weltcup-Saison 1994/95 lag er auf dem 93. Platz in der Gesamtwertung. Bis 1996 sprang Zupančič noch im Continental Cup. Er konnte jedoch keinerlei Erfolge erzielen und beendete die Saison 1995/96 mit 6 Punkten auf Platz 127 der Gesamtwertung. Nach der Saison beendete er seine aktive Skisprungkarriere und arbeitet heute als Skisprungtrainer. Er betreute anfangs den slowenischen Nachwuchskader, darunter Junioren-Vizeweltmeister Jaka Oblak.
Im Sommer 2018 übernahm er die slowenische Frauennationalmannschaft als Chef-Trainer, wurde jedoch im April 2024 durch Jurij Tepeš abgelöst.